# Muzeul Universității București
Muzeul Universității din București este un muzeu înființat la 29 iulie 1967 care își propune să prezinte istoria de peste 150 de ani a Universității din București, principala instituție de învățământ superior din România.   

## Istoric și patrimoniu
Sunt puține astfel de instituții românești precum Universitatea din București care să aibă o astfel de vechime și cu atât mai puțin o astfel importanță pentru istoria națională. O mare parte din elita țării s-a format la Universitatea din București și la rândul ei a pregătit studenți valoroși, care în timp s-au transformat în personalități de renume național și internațional. În aceste condiții, nu este de mirare că în preajma Centenarului Universității din București, în 1964, conducerea instituției a susținut inițiativa lui Adrian Corbu de a crea unui muzeu universitar, care să poată recrea istoria acestei prestigioase instituții. După câțiva ani, în 1967, s-a reușit să se obțină aprobarea pentru funcționarea în cadrul Universității din București a unui muzeu. De la înființare și până astăzi, Muzeul Universității din București s-a aflat în cadrul Palatului Facultății de Drept, clădire monumentală realizată în perioada interbelică și situată pe Bulevardul Mihail Kogălniceanu, nr. 36-46.  
Patrimoniul muzeului se compune din o gamă largă de exponate: documente, manuscrise, cărți rare, cursuri universitare, litografii, fotografii, planuri, medalii, plachete, insigne, drapele, picturi, sculpturi, pisanii și piese de mobilier. De exemplu, putem regăsi în cadrul expoziției permanente o scrisoare adresată de Regina Elisabeta lui Spiru Haret, o copie autentificată a testamentului lui Spiru Haret, ștampile vechi și drapelul Universității, drapelul studenților de la Facultatea de Drept din 1864, diplomele de Doctor Honoris Causa ale Universităților Oxford și Paris primite de Nicolae Iorga, diplome de doctor obținute la prestigioase Universități din străinătate de către Al. Orăscu, Spiru Haret și Nicolae Măldărescu, diploma de Doctor Honoris Causa acordată lui Nicolae Ceaușescu în 1973, precum și fotografii și alte mărturii ale vizitelor făcute Universității și Muzeului Universității de diverse personalități de-a lungul timpului. Din expoziția permanentă nu fac excepție nici documente care să reconstituie situația din 1989 și până în prezent, surprinzând dezvoltarea instituțională, creșterea vizibilității internaționale sau evoluția vieții studențești.
Expunerea este întregită de o serie de portrete în ulei și busturi din marmură sau bronz dedicate unor personalități precum Gheorghe Lazăr, Gheorghe Costaforu, Grigoriu Ștefănescu, Dimitrie Brândză, Victor Babeș, Gheorghe Țițeica și Nicolae Titulescu.
În anul 2015 Muzeul Universității din București a trecut printr-o perioadă de modernizare, care s-a finalizat la 16 iulie 2015. Vizitatorii sunt întâmpinați de mijloace moderne de expunere, într-un cadru adaptat ultimelor tendințe.

## Expoziții temporare și digitale
În afara noii expoziții permanente, Muzeul Universității din București găzduiește actualmente și două expoziții temporare: „50 de ani de Muzeu și Universitate în București” (31 mai 2018) și „Universitatea și universitarii bucureșteni în vremea Marelui Război și a Unirii din 1918” (vernisată la 12 decembrie 2018). Prima expoziție a fost dedicată în principal istoriei Muzeului, dar și a Universității din București (pentru perioada 1967-2017), fiind concepută și ca un mod de a arăta aprecierea și recunoștința pentru specialiștii care au făcut posibilă crearea și dezvoltarea acestei importante instituții culturale bucureștene. Cea de-a doua expoziție a fost realizată în cadrul Programului Centenar organizat de Universitatea din București. A fost rodul colaborării și cu alte instituții și cuprinde un total de 10 panouri, urmărind evoluția instituției, profesorilor și studenților în vremea Primului Război Mondial și a Marii Uniri, exemplificând și subliniind astfel contribuția Universității din București în realizarea idealului național. De menționat că expoziția „Universitatea și universitarii bucureșteni în vremea Marelui Război și a Unirii din 1918” a fost itinerată în anul 2019 în facultățile Universității din București.
Expozițiile sunt completate și de secțiuni digitale, care pot fi accesate de pe pagina de internet a Muzeului Universității din București, dar și vizitând expozițiile și scanând codurile qr-code. De altfel, expozițiile digitale, alături de cele temporare, completează în mod fericit expoziția permanentă. În ultimii ani au fost realizate mai multe expoziții digitale: Universitatea din București în timpul Primului Război Mondial (1916), Universitatea și universitarii bucureșteni în vremea Marelui Război și a Unirii din 1918, Profesorii de la Facultatea de Medicină (Universitatea din București)(1869-1948), Facultatea de Teologie în perioada 1881-1948, 45 de ani de la crearea Centrului Național de Fizică și mutarea Facultății de Fizică de la București la Măgurele, Facultatea de Farmacie și evoluția sa în cadrul Universității din București, Facultatea de Medicină Veterinară. Istoria primilor ani de activitate (1921-1948), 30 de ani de la Fenomenul Piața Universității (1990-2020), Publicații apărute în învățământul superior românesc în comunism
Sunt și alte activități la care Muzeul Universității din București a luat parte, precum organizarea practicii pentru studenții Universității din București, participarea la evenimentul cultural Noaptea Muzeelor sau organizarea în parteneriat de conferințe științifice. În afara conferințelor, în plan științific, Muzeul Universității din București își propune să valorifice în viitor cât mai mult din patrimoniul bogat pe care îl deține. Un astfel de mod este și prin publicațiile care au apărut deja sub egida muzeului. De asemenea, se desfășoară și o activitate de creștere a patrimoniului aflat în administrarea muzeului, instituția fiind deschisă donațiilor publice.